# 39930 Kalauch
39930 Kalauch este un asteroid din centura principală de asteroizi.

## Descriere
39930 Kalauch este un asteroid din centura principală de asteroizi. A fost descoperit pe 24 martie 1998 la Drebach de Gerhard Lehmann. Asteroidul prezintă o orbită caracterizată de o semiaxă mare de 2,39 ua, o excentricitate de 0,15 și o înclinație de 1,6° în raport cu ecliptica.